# Bristol County Ground
Il Bristol County Ground (noto anche come Nevil Road) è un campo da cricket situato a Bristol, in Inghilterra. È il campo di casa del Gloucestershire County Cricket Club.

## Storia
Chiamato inizialmente Ashley Down Ground, il campo fu acquistato nel 1889 da W.G. Grace e divenne il campo di casa del Gloucestershire CCC.
La prima partita internazionale che il Bristol County Ground ospitò fu Nuova Zelanda contro Sri Lanka in occasione della Coppa del mondo 1983. Durante la Coppa del mondo 1999 ospitò due partite (India contro Kenya e Pakistan contro Indie Occidentali) e ne ospitò tre durante l'edizione 2019 (Afghanistan contro Australia, Pakistan contro Sri Lanka e Bangladesh contro Sri Lanka).